# Хронология вторжения России на Украину (февраль 2025)
Эта статья является частью хронологии широкомасштабного вторжения РФ на Украину и описывает события, произошедшие в феврале 2025 года.

## 1 февраля
Ранним утром ВС РФ нанесли ракетный удар по жилому дому в Полтаве, а также удар дронами по Харькову и Запорожью.
- В результате удара по Полтаве погибли 14 человек, среди которых 2 ребёнка. Ещё 20 человек пострадали. В области объявлен трёхдневный траур.
- В Харькове погиб один человек и ранены четверо. По данным местных властей, в Холодногорском районе загорелся частный дом и повреждены ещё 16 жилых строений.
- В Запорожье возникло несколько пожаров. Повреждён объект инфраструктуры, учебное заведение, дома, автомобили и гаражи. Пострадал один человек.

Генштаб ВСУ утверждает, что в Судже в результате российского авиаудара под завалами оказались 95 человек (в основном пожилые люди и лежачие больные), разместившихся в здании школы-интерната. По состоянию на утро 2 февраля сообщалось о 4 погибших при ударе; к вечеру 2 февраля 84 человека были спасены из-под завалов, четверо из них — в тяжёлом состоянии. К 6 февраля число погибших достигло шести. Минобороны РФ 1 февраля отчитывалось об авиударах по Судже, но позже заявляло, что удар был нанесён с территории Сумской области ракетами HIMARS. Ранее этот интернат уже подвергался обстрелам: 12 января 2025 года в результате предыдущего авиаудара в интернате погибла женщина.

## 4 февраля
Российский ракетный удар по зданию Изюмского городского совета. Погибли 5 человек и ранены 55.

## 5 февраля
Обмен пленными между Украиной и Россией. Каждая сторона вернула 150 человек.
Выживших после авиаудара по Судже гражданских (около 100 человек) украинские власти эвакуировали в город Сумы.

## 6 февраля
Вооружённые силы РФ заняли Дачное.
Стало  известно, что  Минюст США распустил KleptoCapture.
ВСУ предприняли новое наступление в Курской области.

## 7 февраля
Мониторинговый OSINT-проект «Белорусский Гаюн» прекратил работу.

## 11 февраля
По информации украинской стороны, в результате российских ракетных ударов были повреждены объекты газодобычи в Полтавской области, без обеспечения газом остались 9 населённых пунктов Миргородского района.
Министерство обороны РФ заявило о том, что российские военнослужащие заняли Ясеновое. По информации Института изучения войны, село было занято в ходе боёв за Покровск ещё 17 января.

## 12 февраля
Российский удар по Украине ракетами и беспилотниками. По данным украинской стороны, было выпущено 7 баллистических ракет (из которых сбиты 6) и 123 ударных беспилотника (из которых 71 сбит и 40 потеряны). В Киеве в результате ракетного удара погиб один взрослый местный житель и ранены четверо, включая 9-летнего ребёнка. Был нанесён удар по Кривому Рогу, повреждены жилые и инфраструктурные объекты. В Черниговской области в результате удара по объектам критической инфраструктуры были ранены два человека.

## 14 февраля
Ночная российская атака Украины беспилотниками. По данным ВВС Украины, было запущено 133 беспилотника, из которых 73 были уничтожены и 58 — локационно потеряны. Атака причинила ущерб в Киевской, Сумской, Черниговской, Одесской и Харьковской областях. Один беспилотник попал в Новый безопасный конфайнмент 4-го энергоблока Чернобыльской АЭС. Произошёл взрыв и пожар, укрытие повреждено, но внутренняя защитная оболочка, по данным МАГАТЭ, не нарушена и радиационный фон не повышен.
Открылась Мюнхенская конференция по безопасности, главная  тема которой — перспективы  урегулирования российско-украинской  войны.

## 17 февраля
Ночная российская атака Украины беспилотниками и ракетами. По данным ВВС Украины, было запущено 147 беспилотников, из которых 83 были уничтожены и 59 оказались «пустышками», локационно потерянными без негативных последствий. Пострадали 8 человек, есть разрушения в Днепропетровской, Киевской, Запорожской и Херсонской областях.

## 19 февраля
Ночная российская атака Украины беспилотниками. По данным ВВС Украины, было запущено 167 ударных беспилотников и беспилотников-имитаторов. 106 дронов были уничтожены и 56 локационно потеряны. В Одессе из-за атаки прервано электро- и водоснабжение более 500 многоэтажных домов, повреждены детская поликлиника и детский сад. Известно об одном пострадавшем.
Украинская атака беспилотниками Сызранского нефтеперерабатывающего завода. На заводе начался пожар.

## 20 февраля
Российская бомбардировка Херсона. Одна из бомб разрушила подъезд девятиэтажного дома, известно о двух погибших и нескольких пострадавших. В Одессе из-за атаки беспилотников пострадал как минимум один человек и нарушено тепло- и электроснабжение части города.
К 20 февраля ВС РФ после возобновления наступления к западу от Великой Новосёлки форсировали реку Мокрые Ялы и заняли село Новоочеретоватое. 

## 21 февраля
Вооружённые силы РФ заняли село Улаклы.

## 23 февраля
Ночная российская атака Украины рекордным количеством беспилотников и ракет. По данным ВВС Украины, было запущено 267 беспилотников «Шахед» и других, а также три баллистические ракеты. 138 беспилотников, как сообщается, были сбиты и ещё 119 не достигли целей. Разрушения отмечены в Днепропетровской, Одесской, Полтавской, Киевской и Запорожской областях. Обломки беспилотников падали и в Киеве. В Кривом Роге погиб один мирный житель и ранены пятеро. Ракетным ударом разрушена церковь УПЦ МП (по словам настоятеля, ракета попала прямо в здание и оно не подлежит восстановлению). В Одесской области ранены трое человек, в Запорожской — один.

## 24 февраля
Ночная российская атака Украины беспилотниками. По данным ВВС Украины, было запущено 185 беспилотников «Шахед», из которых 113 были сбиты и 71 локационно потерян. Есть повреждения в Днепропетровской, Одесской, Киевской и Хмельницкой областях.

## 26 февраля
Ночная российская атака Украины беспилотниками. По данным ВВС Украины, было запущено 177 беспилотников, из которых 110 были сбиты и ещё 66 не достигли цели. Есть повреждения в Киевской, Кировоградской, Сумской и Харьковской областях. В селе Крюковщина под Киевом сгорел дом известного онколога Павла Иванчева и журналистки Татьяны Кулик, они погибли.
Вооружённые силы РФ заняли село Скудное (Великоновосёлковский район Донецкой области).